# Olympische Winterspiele 2014/Shorttrack – 1000 m (Frauen)
Der Wettkampf über 1000 m Shorttrack der Frauen bei den Olympischen Winterspielen 2014 wurde am 18. und 21. Februar 2014 im Eisberg-Eislaufpalast ausgetragen.
Olympiasiegerin wurde die Südkoreanerin Park Seung-hi vor der Chinesin Fan Kexin und Shim Suk-hee ebenfalls aus Südkorea.

## Rekorde

### Bestehende Rekorde
| Weltrekord         | Shim Suk-hee | 1:26,661 min | Calgary   | 21. Oktober 2012 |
| Olympischer Rekord | Zhou Yang    | 1:29,049 min | Vancouver | 26. Februar 2010 |

### Neue Rekorde
| Olympischer Rekord | Valérie Maltais | 1:28,771 min | Sotschi | 18. Februar 2014 |

## Ergebnisse
Q – Qualifikation für die nächste Runde
ADV – Advanced
DSQ – Disqualifikation

### Vorläufe
| Rang | Lauf | Athletin             | Land               | Zeit (min) | Anmerkungen |
| ---- | ---- | -------------------- | ------------------ | ---------- | ----------- |
| 1    | 1    | Li Jianrou           | China              | 1:31,187   | Q           |
| 2    | 1    | Jessica Smith        | Vereinigte Staaten | 1:31,359   | Q           |
| 3    | 1    | Tatjana Borodulina   | Russland           | 1:31,559   |             |
| 4    | 1    | Sayuri Shimizu       | Japan              | 1:31,879   |             |
| 1    | 2    | Park Seung-hi        | Südkorea           | 1:31,883   | Q           |
| 2    | 2    | Emily Scott          | Vereinigte Staaten | 1:32,585   | Q           |
| 3    | 2    | Inna Simonowa        | Kasachstan         | 1:32,599   |             |
| 4    | 2    | Kateřina Novotná     | Tschechien         | —          | DSQ         |
| 1    | 3    | Valérie Maltais      | Kanada             | 1:28,771   | Q, OR       |
| 2    | 3    | Yui Sakai            | Japan              | 1:29,824   | Q           |
| 3    | 3    | Yara van Kerkhof     | Niederlande        | 1:29,980   |             |
| 4    | 3    | Sofija Wlassowa      | Ukraine            | 1:32,495   |             |
| 1    | 4    | Shim Suk-hee         | Südkorea           | 1:31,046   | Q           |
| 2    | 4    | Marie-Ève Drolet     | Kanada             | 1:31,273   | Q           |
| 3    | 4    | Martina Valcepina    | Italien            | 1:34,226   | ADV         |
| 4    | 4    | Liu Qiuhong          | China              | —          | DSQ         |
| 1    | 5    | Kim A-lang           | Südkorea           | 1:31,640   | Q           |
| 2    | 5    | Fan Kexin            | China              | 1:31,713   | Q           |
| 3    | 5    | Olga Beljakowa       | Russland           | 1:32,034   |             |
| 4    | 5    | Agnė Sereikaitė      | Litauen            | —          | DSQ         |
| 1    | 6    | Arianna Fontana      | Italien            | 1:32,983   | Q           |
| 2    | 6    | Véronique Pierron    | Frankreich         | 1:33,022   | Q           |
| 3    | 6    | Sofja Proswirnowa    | Russland           | 1:36,521   |             |
| 4    | 6    | Bernadett Heidum     | Ungarn             | —          | DSQ         |
| 1    | 7    | Elise Christie       | Großbritannien     | 1:30,588   | Q           |
| 2    | 7    | Patrycja Maliszewska | Polen              | 1:32,975   | Q           |
| 3    | 7    | Ayuko Itō            | Japan              | 1:33,188   |             |
| 4    | 7    | Elena Viviani        | Italien            | 1:33,352   |             |
| 1    | 8    | Deanna Lockett       | Australien         | 1:34,845   | Q           |
| 2    | 8    | Veronika Windisch    | Österreich         | 1:36,018   | Q           |
| 3    | 8    | Jorien ter Mors      | Niederlande        | 1:46,661   | ADV         |
| 4    | 8    | Marianne St-Gelais   | Kanada             | 2:05,206   |             |

### Viertelfinale
| Rang | Lauf | Athletin             | Land               | Zeit (min) | Anmerkungen |
| ---- | ---- | -------------------- | ------------------ | ---------- | ----------- |
| 1    | 1    | Elise Christie       | Großbritannien     | 1:30,606   | Q           |
| 2    | 1    | Park Seung-hi        | Südkorea           | 1:30,801   | Q           |
| 3    | 1    | Marie-Ève Drolet     | Kanada             | 1:31,668   |             |
| 4    | 1    | Véronique Pierron    | Frankreich         | —          | DSQ         |
| 1    | 2    | Valérie Maltais      | Kanada             | 1:29,037   | Q           |
| 2    | 2    | Jorien ter Mors      | Niederlande        | 1:29,119   | Q           |
| 3    | 2    | Deanna Lockett       | Australien         | 1:29,256   |             |
| 4    | 2    | Yui Sakai            | Japan              | 1:29,328   |             |
| 5    | 2    | Veronika Windisch    | Österreich         | 1:30,017   |             |
| 1    | 3    | Shim Suk-hee         | Südkorea           | 1:29,356   | Q           |
| 2    | 3    | Fan Kexin            | China              | 1:29,380   | Q           |
| 3    | 3    | Emily Scott          | Vereinigte Staaten | 1:30,324   |             |
| 4    | 3    | Arianna Fontana      | Italien            | —          | DSQ         |
| 1    | 4    | Jessica Smith        | Vereinigte Staaten | 1:32,088   | Q           |
| 2    | 4    | Li Jianrou           | China              | 1:32,129   | Q           |
| 3    | 4    | Kim A-lang           | Südkorea           | 1:32,154   |             |
| 4    | 4    | Patrycja Maliszewska | Polen              | 1:32,376   |             |

### Halbfinale
QA – Qualifikation für das A-Finale
QB – Qualifikation für das B-Finale
| Rang | Lauf | Athletin        | Land               | Zeit (min) | Anmerkungen |
| ---- | ---- | --------------- | ------------------ | ---------- | ----------- |
| 1    | 1    | Park Seung-hi   | Südkorea           | 1:30,182   | QA          |
| 2    | 1    | Jessica Smith   | Vereinigte Staaten | 1:30,399   | QA          |
| 3    | 1    | Jorien ter Mors | Niederlande        | 1:30,481   | QB          |
| 4    | 1    | Valérie Maltais | Kanada             | 1:56,511   | QB          |
| 1    | 2    | Shim Suk-hee    | Südkorea           | 1:31,237   | QA          |
| 2    | 2    | Fan Kexin       | China              | 1:32,618   | QA          |
| 3    | 2    | Li Jianrou      | China              | —          | DSQ         |
| 4    | 2    | Elise Christie  | Großbritannien     | —          | DSQ         |

### B-Finale
| Rang | Athletin        | Land        | Zeit (min) | Anmerkungen |
| ---- | --------------- | ----------- | ---------- | ----------- |
| 5    | Jorien ter Mors | Niederlande | 1:36,835   |             |
| 6    | Valérie Maltais | Kanada      | 1:36,863   |             |

### A-Finale
| Rang | Athletin      | Land               | Zeit (min) | Anmerkungen |
| ---- | ------------- | ------------------ | ---------- | ----------- |
| 1    | Park Seung-hi | Südkorea           | 1:30,761   |             |
| 2    | Fan Kexin     | China              | 1:30,811   |             |
| 3    | Shim Suk-hee  | Südkorea           | 1:31,027   |             |
| 4    | Jessica Smith | Vereinigte Staaten | 1:31,301   |             |